# Ludivine Sagnier
Ludivine Sagnier (Saint-Cloud, 1979. július 3. –) francia színésznő és modell.
1989 óta több mint 30 filmben szerepelt. Pályafutása során három César-díjra jelölték, a 8 nő (2002), az Uszoda (2003) és az Un secret (2007) című filmekben nyújtott alakításaiért.

## Élete és pályafutása
La Celle-Saint-Cloudban született, a francia Yvelines megyében. Anyja nyugalmazott titkárnő, apja professzorként dolgozott a Párizsi egyetemen. Már fiatal korában színészkedni tanult. Tízévesen az I Wanna Go Home és a Férjek, feleségek, szeretők című filmekben játszott.
2001-ben egyike lett a legkeresettebb európai színésznőknek. Háromszor jelölték César-díjra, 2003-ban elnyerte a Romy Schneider-díjat. Részt vett a 2003-as Torontói Nemzetközi Filmfesztiválon is.
P. J. Hogan 2003-as Pán Péter-adaptációjában Csingiling szerepét kapta meg.

## Filmjei
- 1989 : I Want to Go Home
- 1989 : Férjek, feleségek, szeretők
- 2000 : La banquise (TV)
- 2000 : Vízcseppek a forró kövön, r. François Ozon
- 2000 : Bon plan, r. Jérôme Lévy
- 2001 : Un jeu d’enfants, r. Laurent Tuel
- 2001 : Ma femme est une actrice, r. Yvan Attal
- 2002 : 8 nő, r. François Ozon
- 2002 : Napóleon, r. Yves Simoneau
- 2003 : Petites coupures, r. Pascal Bonitzer
- 2003 : Swimming Pool, r. François Ozon
- 2003 : Kis Lili, r. Claude Miller
- 2003 : Pán Péter, r. P. J. Hogan
- 2005 : Une aventure, r. Xavier Giannoli
- 2005 : Foon
- 2006 : Thérèse Raquin
- 2006 : La Californie
- 2006 : Paris, je t’aime
- 2007 : Les Chansons d’amour
- 2007 : Molière
- 2007 : Un secret
- 2007 : A Girl Cut in Two
- 2008 : Public Enemy Number One
- 2010 : Love Crime
- 2011 : The Devil’s Double
- 2011 : Les bien-aimés
- 2019 : Az igazság , (francia cime La véritée), japán-francia film, rendező: Koreeda Hirokazu[7]
- 2023: Napóleon